# 柬埔寨王国 (1953年—1970年)
在1953年独立后，柬埔寨王国成立，直到1970年。作为柬埔寨独立后第一个建立的王国，这一政权也得名柬埔寨第一王国。从1955年到1970年，立场覆盖广泛的人民社会同盟（简称桑功）是柬埔寨唯一的合法政党，因此这一时期也被叫做桑功时期。
诺罗敦·西哈努克在此期间共有三个头衔：国王（1953年－1955年）、首相（王国存在期间多次当选）、国家元首（1960年－1970年）。西哈努克曾组党人民社会同盟（简称桑功，高棉語： Sangkum），是该时期任期最长的政党。在冷战的背景下，柬埔寨维持中立，同时得到美国、苏联、中国等多国援助。
20世纪60年代初，柬埔寨王国经济稳步增长。但是受越南战争影响，柬埔寨王国很快陷入了内战泥潭。1970年，朗诺在美國策動下发动政变，推翻君主制度，建立了高棉共和国。元首西哈努克留在北京避難。

## 历史

### 独立
1948年，法国人给予柬埔寨更多自治权，但军权与警权仍保留在法国人手里。诺罗敦·西哈努克将其称为“百分之五十的独立”，他对这种情况无法满意。1952年6月，西哈努克宣布解散内阁同时暂停实施宪法。在1952年－1953年中，西哈努克对柬埔寨实施直接统治。在大会解散后，他创建了一个助理委员会作为立法机关。
1953年3月，西哈努克展开王室改革独立运动，全国范围内的反法示威运动达到高潮。随着印度支那局势的恶化，1953年7月3日，法国不得不宣布给予印度支那三国充分的独立性。西哈努克坚持完全控制柬埔寨的国防、安全、法律和经济部门。8月底，法国将警察与司法人员交由柬埔寨管理；10月柬埔寨接管了法國殖民军队。1953年11月9日，新生的柬埔寨王国成立，西哈努克也在国民的欢呼声中返回金边的王宫，被国民尊为“独立之父”。剩余的柬埔寨事务，也于1954年由柬埔寨王国全面接管。自此，柬埔寨保护国不复存在。为达成完全独立，西哈努克推行了一系列改革。
随后，柬埔寨参加了日内瓦会议并签署协议。西哈努克与宾努亲王所代表的柬埔寨王国政府宣布政府不会对民族主义组织自由高棉做任何让步，并要求其于30日内解散。在1954年10月，一项多国协议生效，法国与越南独立同盟会同意将其武装力量全部撤出柬埔寨国土。
在最终协议中，柬埔寨做出少许让步，宣称不参加任何军事联盟，并同意“只要柬埔寨的安全不受到威胁，柬埔寨军队不会违反《联合国宪章》主动出兵，也不会同意任何国家的武装力量在其国土上驻留”。

### 选举：统治的开端
《日内瓦协议》签署后，诺罗敦·西哈努克获得了绝对的权力。然而鉴于柬埔寨局势尚未稳定，法国军队并未完全撤出柬埔寨领土。日内瓦协议规定柬埔寨需在1955年进行选举。大多数人都认为柬埔寨民主党将取得胜利，届时山玉成可能会重新掌权，使得柬埔寨成为一个共和国。山玉成于9月宣布效忠于政府，但是被西哈努克拒绝。1955年选举如期举行，但民主党已被左派亲王诺罗敦·富里萨拉再次改组，此次选举并未出现民主党压倒性胜利的局面。
充满信心的西哈努克希望进一步深入参与政治，但在君主立宪制的宪法制约下，国王的活动范围受到很大限制。于是西哈努克于1955年3月3日将王位让予其父诺罗敦·苏拉玛里特，西哈努克自任政府首脑，称为“西哈努克亲王”。同年4月7日，组建政治团体人民社会同盟。人民社会同盟于同年的九月选举中击败山玉成的高棉独立党和左派政党人民协会，获得压倒性胜利，开始了西哈努克与人民社会同盟在柬埔寨的统治，但两个反对党称人民共同体在选票上做了手脚。
人民社会同盟的意识形态可被概括为“佛教社会主义”，主张在君主制的统治下保留佛教、反压迫、反剥削、反腐败，倡导人人平等。该制度在柬埔寨的农民与僧侣团体中受到推崇。1957年8月，西哈努克将左派领袖召入宫殿中，进行所谓“辩论”，共五个小时，民主党领袖遭到羞辱。辩论结束后，与会者被西哈努克控制的警察和军队殴打。类似的事件偶有发生，为今后的政变与红色高棉运动埋下了祸根。

### 西哈努克：「国家元首」
1960年，老国王诺罗敦·苏拉玛里特去世，而诺罗敦·西哈努克并不愿登上王位。西哈努克之母西索瓦·哥沙曼·尼亚里丽计划继承王位未果。西哈努克通过修改宪法，自设“国家元首”职位，6月20日自任国家元首，成为国内的最高统治者。柬埔寨王国成为了一个实行君主制，但没有君主的国家。
西哈努克运用政治与外交技巧，在冷战的大背景下维持了他的王国，在包括美国、苏联、中国等国家都得到了经济援助。柬埔寨的现代化进程在此时期加快。据统计，20世纪60年代初，柬埔寨工业能力年增长8%，但是一些地区仍维持着旧的封建制度。

### 外交：对中立的探求

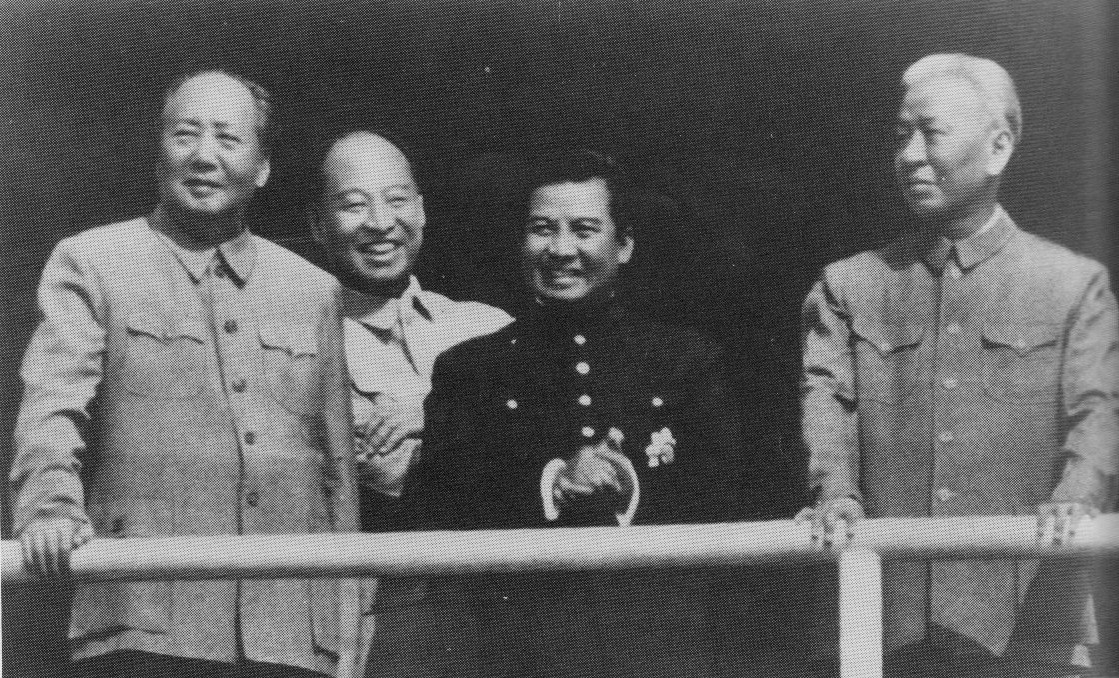
北京，西哈努克、毛泽东、彭真与刘少奇合影

在1955年4月的万隆会议上，诺罗敦·西哈努克与北越的范文同、中华人民共和国的周恩来进行了私人会谈。他们向西哈努克保证，柬埔寨的主权不会被干涉。日后，柬埔寨成为了不结盟运动的正式成员国。在法国和美国给予的压力越来越大，当越南和泰国的影响力不断增强时，柬埔寨找到了一个有价值的盟友，中华人民共和国。
中华人民共和国与柬埔寨的外交关系基于共同利益，西哈努克希望北京政府能够抑制崛起的越南和泰国，而中华人民共和国则希望防止本国陷入美国盟友的包围圈。1956年，周恩来访问金边，4年后两国签署了互不侵犯条约。在中苏交恶后，苏柬关系也不断降温。中华人民共和国并不是柬埔寨唯一的合作伙伴，柬埔寨曾和美国于1955年达成协议，美国将为柬埔寨武装力量提供援助。但是柬埔寨与美国的关系起伏不定，驻金边的美国官员怀疑他会将自己的王国引向共产主义。随着美国对柬埔寨军事影响力的增长和印度支那地区共产党对柬埔寨的渗透，国内方面，亲美将领朗诺对西哈努克统治的威胁也逐渐增加。

### 战乱：政权的衰落

马德望省在柬埔寨的位置

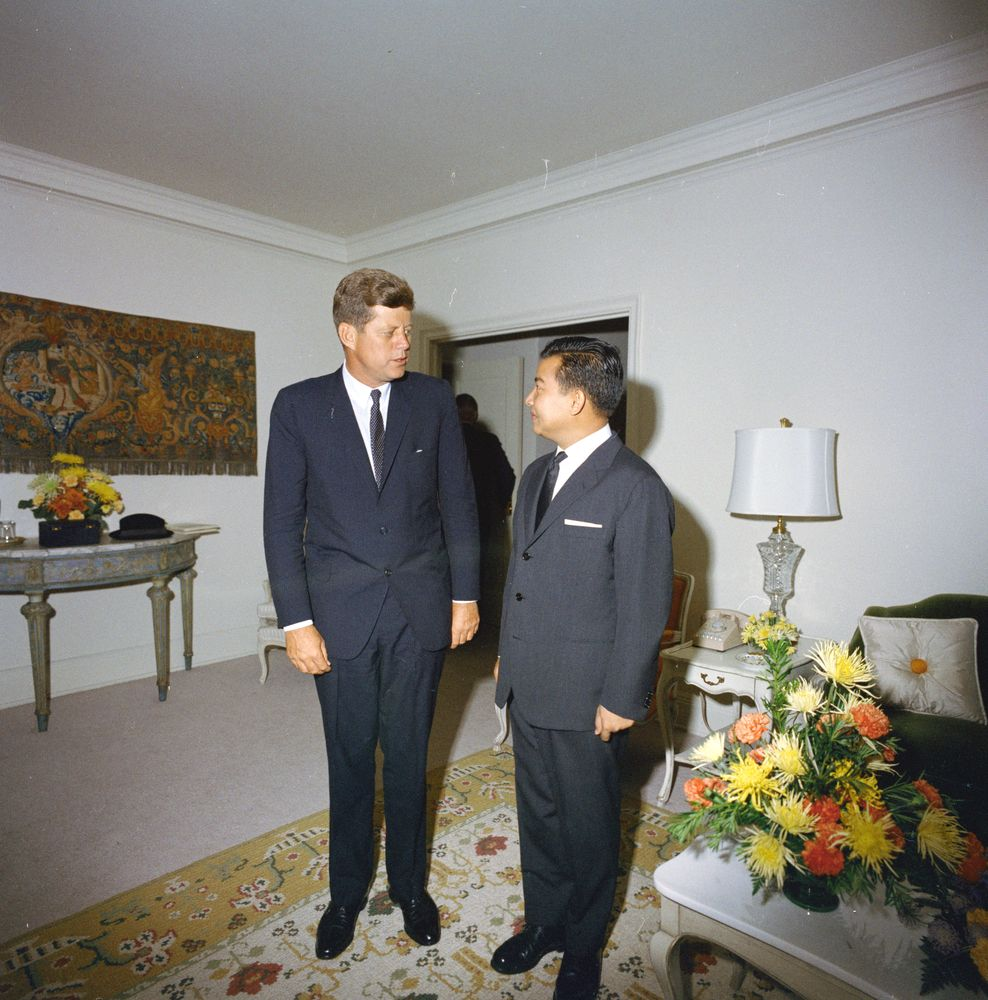
西哈努克与美国总统约翰·肯尼迪（1961年9月25日在纽约）

随着活跃在越柬边境的越南共产党在柬埔寨的支持者的增加，越南共产党逐渐渗入了柬埔寨的军事和商业，这对西哈努克来说是个麻烦。1966年10月，军人出身的朗诺当选柬埔寨首相。
在柬埔寨面临气候问题、农业受到影响时，越共在边境大量走私大米，干扰了柬埔寨的国内经济。西哈努克下令军队强行收获，1967年3月11日，马德望省发生大范围武装暴动，柬埔寨军队进行镇压，一些暴动者转而加入越共等共产主义势力。至此，柬埔寨内战爆发，朗诺暂时下台。到了1968年，柬埔寨的经济实力已大不如前。金边一带的流浪者有所增多，成为巨大的社会问题。在农村，机械化水平低下、灌溉不足和昂贵的税收成为了制约农业发展的主要原因。越柬边界的橡胶种植园也受到共产主义势力的干扰，使得橡胶——这个柬埔寨第一大出口商品的生产也无法正常进行。政府曾尝试种植其它经济作物，但由于技术问题，也被迫取消。社会的贫富差距越来越大，贫富冲突使得共产党势力的支持者不断增加。
1969年，西哈努克向西方媒体表示，他估计国内仍有95%的人支持佛教社会主义，但西哈努克的反对者指责他的国内政策是失败的。尽管如此，西哈努克还是运用自己的外交技巧，在越南战争中保护了柬埔寨的主权。1969年3月11日，美国空军开始对柬埔寨国土进行轰炸，以打击越共根据地。西哈努克没有因此而抗议，反而在18日与美国恢复外交关系。

### 政变：王国的终结

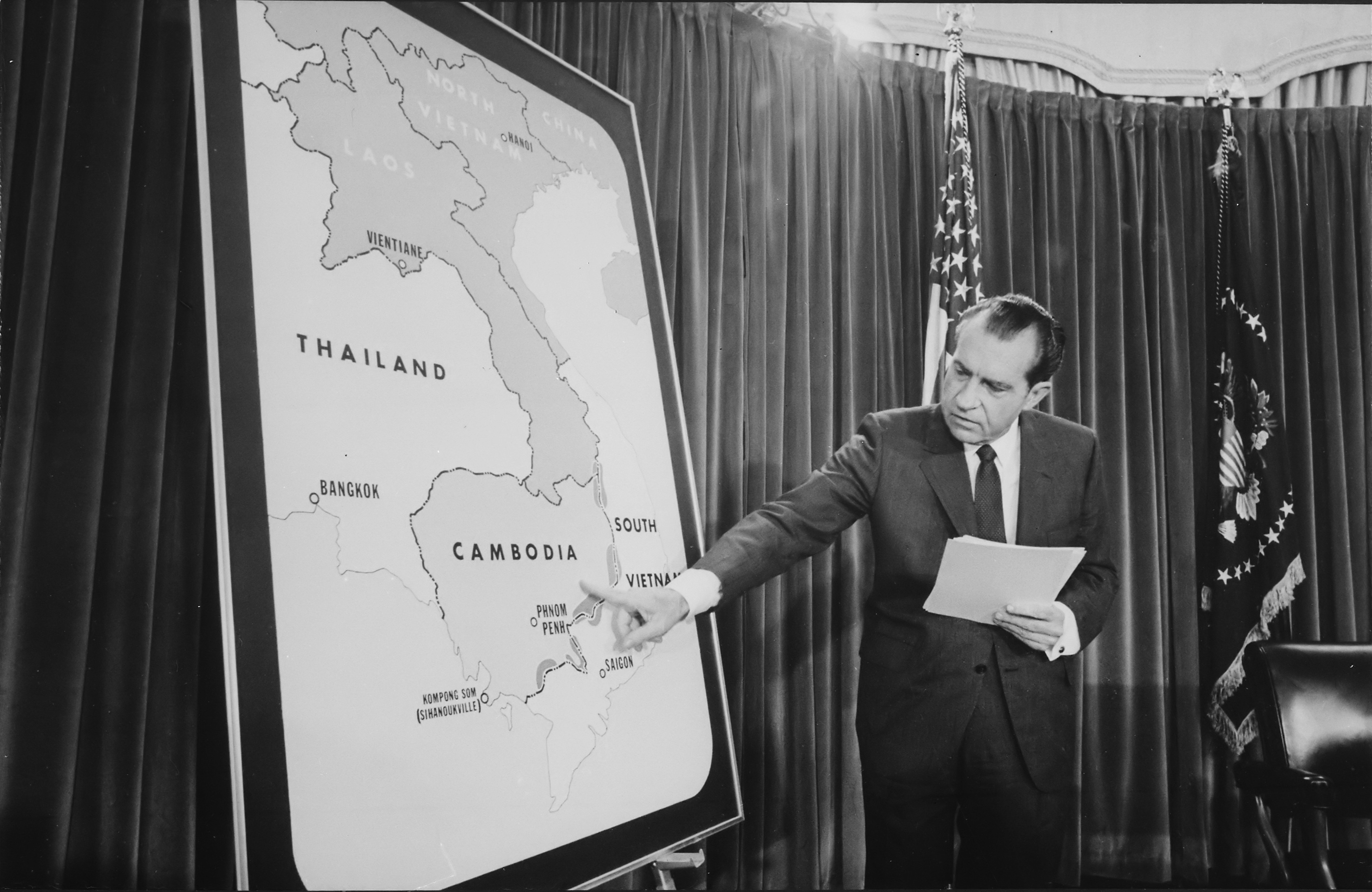
美国总统理查德·尼克松宣布美军进入柬埔寨

由于经济和外交政策失败，总理宾努首相请辞。8月，在美国的推动下，朗诺再次就任首相。9月，诺罗敦·西哈努克前往北越参加胡志明的葬礼，希望借此能缓和国内形势，但是他的愿望没有达成，反而让反对者认为他是共产主义的同情者。最终，他决定前往莫斯科和北京，以争取国际支持。
1970年3月11日，当西哈努克处于北京时，朗诺在美国的默许下发动政变，取缔北越驻金边大使馆，废止了西哈努克的国家元首职位，由郑兴（一译郑恒）代任。西哈努克在北京得知了他被推翻的消息，3月23日，他在北京的电台宣布了柬埔寨王國民族團結政府的成立。在以郑兴和朗诺为首的柬埔寨王国亲美政府成立后，柬埔寨冲突激增，多是由共产主义者发动。为此，美軍大股部隊前往柬埔寨。25万在柬越南人被迫离开国土。在此期间，一些王室成员建议保留君主制，但是朗诺拒绝采纳。10月9日，柬埔寨王国被废除，高棉共和国建立，朗诺出任总统。但是，共和国在其存在的5年间并没有将内战停止。直至1993年，诺罗敦·西哈努克才重新掌握柬埔寨大权。